# دیوید باکسلی
دیوید باکسلی (انگلیسی: David Boxley; ۱۷ ژوئن ۱۸۹۰ – 1941 (aged 51)) بازیکن فوتبال اهل بریتانیا بود.
از باشگاه‌هایی که در آن بازی کرده‌است می‌توان به باشگاه فوتبال استوک سیتی اشاره کرد.